# Repovaara
Repovaara är ett berg i Finland.  Det ligger i den ekonomiska regionen Norra Lappland och landskapet Lappland, i den norra delen av landet, 900 km norr om huvudstaden Helsingfors. Toppen på Repovaara är 422 meter över havet, eller 94 meter över den omgivande terrängen. Bredden vid basen är 7,9 km.
Terrängen runt Repovaara är huvudsakligen platt.  Trakten runt Repovaara är nära nog obefolkad, med mindre än två invånare per kvadratkilometer. Det finns inga samhällen i närheten. Omgivningarna runt Repovaara är i huvudsak ett öppet busklandskap.